# Mlhovina Vajíčko
Vajíčko (CRL 2688) je planetární mlhovina vzdálená přibližně 3 tisíce světelných let od Země. Hmota mlhoviny byla zjištěna až do vzdálenosti 0,6 světelného roku od středu a rozpíná se rychlostí 20 km/s. Světelné oblouky na snímcích svědčí o změnách při odhazování hmoty z centrální hvězdy ve 100 až 500letých intervalech. Přes oblouky lze zřetelně vidět výtrysky hmoty ve tvaru X a hustý prachový kokon kolem hvězdy. Mechanismus formování výtrysků a prachové obálky dosud není znám, proto je objekt předmětem intenzivního výzkumu. Jde o pochopení způsobu, jakým umírající hvězdy hlavní posloupnosti vylučují do okolí uhlík a dusík – prvky nezbytné pro život.